# Liste der Gemeinden im Département Yvelines

Lage des Départements Yvelines

Das Département Yvelines liegt in der Region Île-de-France in Frankreich. Es untergliedert sich in vier Arrondissements mit 21 Kantonen (frz. cantons) mit 259 Gemeinden (frz. communes) (Stand 1. Januar 2019).
| Code INSEE | Post- leitzahl | Gemeinde                     | Einwohner (Stand 1. Januar 2022) | Fläche in km² | Einwohner je km² | Kanton seit 30. März 2015 Kanton bis 29. März 2015                             | Arrondissement seit 2017 Arrondissement bis 2016 | Gemeindeverband                |
| ---------- | -------------- | ---------------------------- | -------------------------------- | ------------- | ---------------- | ------------------------------------------------------------------------------ | ------------------------------------------------ | ------------------------------ |
| 78003      | 78660          | Ablis                        | 3814                             | 25,92         | 147              | Rambouillet Saint-Arnoult-en-Yvelines                                          | Rambouillet                                      | Rambouillet Territoires        |
| 78005      | 78260          | Achères                      | 21.663                           | 9,44          | 2295             | Poissy Saint-Germain-en-Laye-Nord                                              | Saint-Germain-en-Laye                            | Grand Paris Seine et Oise      |
| 78006      | 78113          | Adainville                   | 647                              | 10,16         | 64               | Bonnières-sur-Seine Houdan                                                     | Mantes-la-Jolie                                  | Pays Houdanais                 |
| 78007      | 78240          | Aigremont                    | 1082                             | 3,00          | 361              | Saint-Germain-en-Laye Saint-Germain-en-Laye-Sud                                | Saint-Germain-en-Laye                            | Saint-Germain Boucles de Seine |
| 78009      | 78660          | Allainville                  | 281                              | 16,30         | 17               | Rambouillet Saint-Arnoult-en-Yvelines                                          | Rambouillet                                      | Rambouillet Territoires        |
| 78013      | 78770          | Andelu                       | 527                              | 3,96          | 133              | Aubergenville Guerville                                                        | Saint-Germain-en-Laye Mantes-la-Jolie            | Gally Mauldre                  |
| 78015      | 78570          | Andrésy                      | 13.663                           | 6,91          | 1977             | Conflans-Sainte-Honorine Andrésy                                               | Saint-Germain-en-Laye                            | Grand Paris Seine et Oise      |
| 78020      | 78790          | Arnouville-lès-Mantes        | 940                              | 9,98          | 94               | Bonnières-sur-Seine Guerville                                                  | Mantes-la-Jolie                                  | Grand Paris Seine et Oise      |
| 78029      | 78410          | Aubergenville                | 12.540                           | 8,83          | 1420             | Aubergenville                                                                  | Mantes-la-Jolie                                  | Grand Paris Seine et Oise      |
| 78030      | 78610          | Auffargis                    | 1967                             | 17,14         | 115              | Rambouillet                                                                    | Rambouillet                                      | Rambouillet Territoires        |
| 78031      | 78930          | Auffreville-Brasseuil        | 669                              | 2,37          | 282              | Bonnières-sur-Seine Guerville                                                  | Mantes-la-Jolie                                  | Grand Paris Seine et Oise      |
| 78033      | 78126          | Aulnay-sur-Mauldre           | 1159                             | 2,23          | 520              | Aubergenville                                                                  | Mantes-la-Jolie                                  | Grand Paris Seine et Oise      |
| 78034      | 78770          | Auteuil                      | 1005                             | 4,40          | 228              | Aubergenville Montfort-l’Amaury                                                | Rambouillet                                      | Cœur d’Yvelines                |
| 78036      | 78770          | Autouillet                   | 655                              | 4,93          | 133              | Aubergenville Montfort-l’Amaury                                                | Rambouillet                                      | Cœur d’Yvelines                |
| 78043      | 78870          | Bailly                       | 3690                             | 6,53          | 565              | Le Chesnay-Rocquencourt Saint-Nom-la-Bretèche                                  | Versailles Saint-Germain-en-Laye                 | Versailles Grand Parc          |
| 78048      | 78550          | Bazainville                  | 1456                             | 12,03         | 121              | Bonnières-sur-Seine Houdan                                                     | Mantes-la-Jolie                                  | Pays Houdanais                 |
| 78049      | 78580          | Bazemont                     | 1712                             | 6,59          | 260              | Aubergenville                                                                  | Saint-Germain-en-Laye Mantes-la-Jolie            | Gally Mauldre                  |
| 78050      | 78490          | Bazoches-sur-Guyonne         | 697                              | 5,66          | 123              | Aubergenville Montfort-l’Amaury                                                | Rambouillet                                      | Cœur d’Yvelines                |
| 78053      | 78910          | Béhoust                      | 523                              | 5,34          | 98               | Aubergenville Montfort-l’Amaury                                                | Rambouillet                                      | Cœur d’Yvelines                |
| 78057      | 78270          | Bennecourt                   | 1792                             | 6,95          | 258              | Bonnières-sur-Seine                                                            | Mantes-la-Jolie                                  | Portes de l’Île-de-France      |
| 78062      | 78650          | Beynes                       | 7635                             | 18,56         | 411              | Plaisir Montfort-l’Amaury                                                      | Rambouillet                                      | Cœur d’Yvelines                |
| 78068      | 78270          | Blaru                        | 886                              | 14,84         | 60               | Bonnières-sur-Seine                                                            | Mantes-la-Jolie                                  | Portes de l’Île-de-France      |
| 78070      | 78930          | Boinville-en-Mantois         | 287                              | 4,93          | 58               | Bonnières-sur-Seine Guerville                                                  | Mantes-la-Jolie                                  | Grand Paris Seine et Oise      |
| 78071      | 78660          | Boinville-le-Gaillard        | 601                              | 12,52         | 48               | Rambouillet Saint-Arnoult-en-Yvelines                                          | Rambouillet                                      | Rambouillet Territoires        |
| 78072      | 78200          | Boinvilliers                 | 246                              | 3,59          | 69               | Bonnières-sur-Seine Guerville                                                  | Mantes-la-Jolie                                  | Pays Houdanais                 |
| 78073      | 78390          | Bois-d’Arcy                  | 16.225                           | 5,48          | 2961             | Saint-Cyr-l’École                                                              | Versailles                                       | Versailles Grand Parc          |
| 78076      | 78910          | Boissets                     | 291                              | 3,90          | 75               | Bonnières-sur-Seine Houdan                                                     | Mantes-la-Jolie                                  | Pays Houdanais                 |
| 78082      | 78200          | Boissy-Mauvoisin             | 638                              | 5,11          | 125              | Bonnières-sur-Seine                                                            | Mantes-la-Jolie                                  | Portes de l’Île-de-France      |
| 78084      | 78490          | Boissy-sans-Avoir            | 614                              | 3,96          | 155              | Aubergenville Montfort-l’Amaury                                                | Rambouillet                                      | Cœur d’Yvelines                |
| 78087      | 78830          | Bonnelles                    | 2211                             | 10,84         | 204              | Rambouillet Saint-Arnoult-en-Yvelines                                          | Rambouillet                                      | Rambouillet Territoires        |
| 78089      | 78270          | Bonnières-sur-Seine          | 5077                             | 7,66          | 663              | Bonnières-sur-Seine                                                            | Mantes-la-Jolie                                  | Portes de l’Île-de-France      |
| 78090      | 78410          | Bouafle                      | 2222                             | 6,92          | 321              | Aubergenville                                                                  | Mantes-la-Jolie                                  | Grand Paris Seine et Oise      |
| 78092      | 78380          | Bougival                     | 9083                             | 2,76          | 3291             | Le Chesnay-Rocquencourt La Celle-Saint-Cloud                                   | Versailles Saint-Germain-en-Laye                 | Versailles Grand Parc          |
| 78096      | 78113          | Bourdonné                    | 506                              | 10,76         | 47               | Bonnières-sur-Seine Houdan                                                     | Mantes-la-Jolie                                  | Pays Houdanais                 |
| 78104      | 78930          | Breuil-Bois-Robert           | 764                              | 3,75          | 204              | Bonnières-sur-Seine Guerville                                                  | Mantes-la-Jolie                                  | Grand Paris Seine et Oise      |
| 78107      | 78980          | Bréval                       | 2031                             | 11,38         | 178              | Bonnières-sur-Seine                                                            | Mantes-la-Jolie                                  | Portes de l’Île-de-France      |
| 78113      | 78440          | Brueil-en-Vexin              | 667                              | 7,34          | 91               | Limay                                                                          | Mantes-la-Jolie                                  | Grand Paris Seine et Oise      |
| 78117      | 78530          | Buc                          | 5868                             | 8,07          | 727              | Versailles-2 Versailles-Sud                                                    | Versailles                                       | Versailles Grand Parc          |
| 78118      | 78200          | Buchelay                     | 3364                             | 4,94          | 681              | Mantes-la-Jolie Mantes-la-Ville                                                | Mantes-la-Jolie                                  | Grand Paris Seine et Oise      |
| 78120      | 78830          | Bullion                      | 1915                             | 20,90         | 92               | Rambouillet Saint-Arnoult-en-Yvelines                                          | Rambouillet                                      | Rambouillet Territoires        |
| 78123      | 78955          | Carrières-sous-Poissy        | 19.951                           | 7,19          | 2775             | Poissy Poissy-Nord                                                             | Saint-Germain-en-Laye                            | Grand Paris Seine et Oise      |
| 78124      | 78420          | Carrières-sur-Seine          | 15.002                           | 5,02          | 2988             | Houilles                                                                       | Saint-Germain-en-Laye                            | Saint-Germain Boucles de Seine |
| 78128      | 78720          | Cernay-la-Ville              | 1526                             | 9,77          | 156              | Rambouillet Chevreuse                                                          | Rambouillet                                      | Rambouillet Territoires        |
| 78133      | 78240          | Chambourcy                   | 5826                             | 7,87          | 740              | Saint-Germain-en-Laye Saint-Germain-en-Laye-Sud                                | Saint-Germain-en-Laye                            | Saint-Germain Boucles de Seine |
| 78138      | 78570          | Chanteloup-les-Vignes        | 10.793                           | 3,33          | 3241             | Conflans-Sainte-Honorine Andrésy                                               | Saint-Germain-en-Laye                            | Grand Paris Seine et Oise      |
| 78140      | 78130          | Chapet                       | 1337                             | 5,10          | 262              | Les Mureaux Meulan-en-Yvelines                                                 | Mantes-la-Jolie                                  | Grand Paris Seine et Oise      |
| 78143      | 78117          | Châteaufort                  | 1540                             | 4,88          | 316              | Maurepas Versailles-Sud                                                        | Versailles                                       | Versailles Grand Parc          |
| 78146      | 78400          | Chatou                       | 30.054                           | 5,08          | 5916             | Chatou                                                                         | Saint-Germain-en-Laye                            | Saint-Germain Boucles de Seine |
| 78147      | 78270          | Chaufour-lès-Bonnières       | 454                              | 3,02          | 150              | Bonnières-sur-Seine                                                            | Mantes-la-Jolie                                  | Portes de l’Île-de-France      |
| 78152      | 78450          | Chavenay                     | 1741                             | 6,03          | 289              | Saint-Cyr-l’École Saint-Nom-la-Bretèche                                        | Saint-Germain-en-Laye                            | Gally Mauldre                  |
| 78160      | 78460          | Chevreuse                    | 5531                             | 13,42         | 412              | Maurepas Chevreuse                                                             | Rambouillet                                      | Haute Vallée de Chevreuse      |
| 78162      | 78460          | Choisel                      | 537                              | 8,73          | 62               | Maurepas Chevreuse                                                             | Rambouillet                                      | Haute Vallée de Chevreuse      |
| 78163      | 78910          | Civry-la-Forêt               | 369                              | 9,40          | 39               | Bonnières-sur-Seine Houdan                                                     | Mantes-la-Jolie                                  | Pays Houdanais                 |
| 78164      | 78120          | Clairefontaine-en-Yvelines   | 851                              | 17,22         | 49               | Rambouillet Saint-Arnoult-en-Yvelines                                          | Rambouillet                                      | Rambouillet Territoires        |
| 78168      | 78310          | Coignières                   | 4385                             | 8,27          | 530              | Maurepas                                                                       | Rambouillet                                      | Saint-Quentin-en-Yvelines      |
| 78171      | 78113          | Condé-sur-Vesgre             | 1264                             | 10,71         | 118              | Bonnières-sur-Seine Houdan                                                     | Mantes-la-Jolie                                  | Pays Houdanais                 |
| 78172      | 78700          | Conflans-Sainte-Honorine     | 36.306                           | 9,90          | 3667             | Conflans-Sainte-Honorine                                                       | Saint-Germain-en-Laye                            | Grand Paris Seine et Oise      |
| 78185      | 78790          | Courgent                     | 398                              | 2,02          | 197              | Bonnières-sur-Seine Houdan                                                     | Mantes-la-Jolie                                  | Pays Houdanais                 |
| 78188      | 78270          | Cravent                      | 436                              | 6,13          | 71               | Bonnières-sur-Seine                                                            | Mantes-la-Jolie                                  | Portes de l’Île-de-France      |
| 78189      | 78121          | Crespières                   | 1717                             | 14,91         | 115              | Verneuil-sur-Seine Poissy-Sud                                                  | Saint-Germain-en-Laye                            | Gally Mauldre                  |
| 78190      | 78290          | Croissy-sur-Seine            | 10.580                           | 3,44          | 3076             | Chatou                                                                         | Saint-Germain-en-Laye                            | Saint-Germain Boucles de Seine |
| 78192      | 78111          | Dammartin-en-Serve           | 1417                             | 13,98         | 101              | Bonnières-sur-Seine Houdan                                                     | Mantes-la-Jolie                                  | Pays Houdanais                 |
| 78193      | 78720          | Dampierre-en-Yvelines        | 1003                             | 11,17         | 90               | Maurepas Chevreuse                                                             | Rambouillet                                      | Haute Vallée de Chevreuse      |
| 78194      | 78550          | Dannemarie                   | 226                              | 3,44          | 66               | Bonnières-sur-Seine Houdan                                                     | Mantes-la-Jolie                                  | Pays Houdanais                 |
| 78196      | 78810          | Davron                       | 282                              | 5,95          | 47               | Verneuil-sur-Seine Poissy-Sud                                                  | Saint-Germain-en-Laye                            | Gally Mauldre                  |
| 78202      | 78440          | Drocourt                     | 556                              | 3,84          | 145              | Limay                                                                          | Mantes-la-Jolie                                  | Grand Paris Seine et Oise      |
| 78206      | 78920          | Ecquevilly                   | 4090                             | 11,27         | 363              | Les Mureaux Aubergenville                                                      | Mantes-la-Jolie                                  | Grand Paris Seine et Oise      |
| 78208      | 78990          | Élancourt                    | 26.348                           | 8,51          | 3096             | Trappes Maurepas                                                               | Rambouillet                                      | Saint-Quentin-en-Yvelines      |
| 78209      | 78125          | Émancé                       | 882                              | 11,99         | 74               | Rambouillet                                                                    | Rambouillet                                      | Rambouillet Territoires        |
| 78217      | 78680          | Épône                        | 6778                             | 12,77         | 531              | Limay Guerville                                                                | Mantes-la-Jolie                                  | Grand Paris Seine et Oise      |
| 78227      | 78740          | Évecquemont                  | 759                              | 2,50          | 304              | Les Mureaux Meulan-en-Yvelines                                                 | Mantes-la-Jolie                                  | Grand Paris Seine et Oise      |
| 78231      | 78200          | Favrieux                     | 159                              | 3,18          | 50               | Bonnières-sur-Seine                                                            | Mantes-la-Jolie                                  | Grand Paris Seine et Oise      |
| 78233      | 78810          | Feucherolles                 | 3038                             | 12,85         | 236              | Verneuil-sur-Seine Saint-Nom-la-Bretèche                                       | Saint-Germain-en-Laye                            | Gally Mauldre                  |
| 78234      | 78200          | Flacourt                     | 185                              | 4,31          | 43               | Bonnières-sur-Seine Guerville                                                  | Mantes-la-Jolie                                  | Grand Paris Seine et Oise      |
| 78236      | 78910          | Flexanville                  | 572                              | 8,89          | 64               | Aubergenville Montfort-l’Amaury                                                | Rambouillet                                      | Cœur d’Yvelines                |
| 78237      | 78790          | Flins-Neuve-Église           | 160                              | 1,23          | 130              | Bonnières-sur-Seine Houdan                                                     | Mantes-la-Jolie                                  | Pays Houdanais                 |
| 78238      | 78410          | Flins-sur-Seine              | 2436                             | 8,61          | 283              | Aubergenville                                                                  | Mantes-la-Jolie                                  | Grand Paris Seine et Oise      |
| 78239      | 78520          | Follainville-Dennemont       | 2178                             | 9,69          | 225              | Limay                                                                          | Mantes-la-Jolie                                  | Grand Paris Seine et Oise      |
| 78242      | 78330          | Fontenay-le-Fleury           | 13.640                           | 5,43          | 2512             | Saint-Cyr-l’École                                                              | Versailles                                       | Versailles Grand Parc          |
| 78245      | 78200          | Fontenay-Mauvoisin           | 449                              | 3,31          | 136              | Bonnières-sur-Seine                                                            | Mantes-la-Jolie                                  | Grand Paris Seine et Oise      |
| 78246      | 78440          | Fontenay-Saint-Père          | 955                              | 13,06         | 73               | Limay                                                                          | Mantes-la-Jolie                                  | Grand Paris Seine et Oise      |
| 78255      | 78840          | Freneuse                     | 4299                             | 10,32         | 417              | Bonnières-sur-Seine                                                            | Mantes-la-Jolie                                  | Portes de l’Île-de-France      |
| 78261      | 78250          | Gaillon-sur-Montcient        | 691                              | 4,83          | 143              | Les Mureaux Meulan-en-Yvelines                                                 | Mantes-la-Jolie                                  | Grand Paris Seine et Oise      |
| 78262      | 78490          | Galluis                      | 1281                             | 4,53          | 283              | Aubergenville Montfort-l’Amaury                                                | Rambouillet                                      | Cœur d’Yvelines                |
| 78263      | 78950          | Gambais                      | 2513                             | 23,02         | 109              | Aubergenville Houdan                                                           | Rambouillet Mantes-la-Jolie                      | Cœur d’Yvelines                |
| 78264      | 78490          | Gambaiseuil                  | 65                               | 18,92         | 3                | Rambouillet                                                                    | Rambouillet                                      | Rambouillet Territoires        |
| 78265      | 78890          | Garancières                  | 2577                             | 10,69         | 241              | Aubergenville Montfort-l’Amaury                                                | Rambouillet                                      | Cœur d’Yvelines                |
| 78267      | 78440          | Gargenville                  | 7848                             | 8,67          | 905              | Limay                                                                          | Mantes-la-Jolie                                  | Grand Paris Seine et Oise      |
| 78269      | 78125          | Gazeran                      | 1337                             | 25,80         | 52               | Rambouillet                                                                    | Rambouillet                                      | Rambouillet Territoires        |
| 78276      | 78270          | Gommecourt                   | 621                              | 5,67          | 110              | Bonnières-sur-Seine                                                            | Mantes-la-Jolie                                  | Portes de l’Île-de-France      |
| 78278      | 78770          | Goupillières                 | 568                              | 5,63          | 101              | Aubergenville Montfort-l’Amaury                                                | Rambouillet                                      | Cœur d’Yvelines                |
| 78281      | 78930          | Goussonville                 | 643                              | 4,66          | 138              | Bonnières-sur-Seine Guerville                                                  | Mantes-la-Jolie                                  | Grand Paris Seine et Oise      |
| 78283      | 78113          | Grandchamp                   | 302                              | 6,05          | 50               | Bonnières-sur-Seine Houdan                                                     | Mantes-la-Jolie                                  | Pays Houdanais                 |
| 78285      | 78550          | Gressey                      | 539                              | 7,11          | 76               | Bonnières-sur-Seine Houdan                                                     | Mantes-la-Jolie                                  | Pays Houdanais                 |
| 78289      | 78490          | Grosrouvre                   | 901                              | 12,43         | 72               | Aubergenville Montfort-l’Amaury                                                | Rambouillet                                      | Cœur d’Yvelines                |
| 78290      | 78520          | Guernes                      | 1085                             | 8,54          | 127              | Limay                                                                          | Mantes-la-Jolie                                  | Grand Paris Seine et Oise      |
| 78291      | 78930          | Guerville                    | 2088                             | 9,98          | 209              | Bonnières-sur-Seine Guerville                                                  | Mantes-la-Jolie                                  | Grand Paris Seine et Oise      |
| 78296      | 78440          | Guitrancourt                 | 642                              | 7,32          | 88               | Limay                                                                          | Mantes-la-Jolie                                  | Grand Paris Seine et Oise      |
| 78297      | 78280          | Guyancourt                   | 29.758                           | 13,00         | 2289             | Montigny-le-Bretonneux                                                         | Versailles                                       | Saint-Quentin-en-Yvelines      |
| 78299      | 78250          | Hardricourt                  | 2498                             | 3,28          | 762              | Les Mureaux Meulan-en-Yvelines                                                 | Mantes-la-Jolie                                  | Grand Paris Seine et Oise      |
| 78300      | 78790          | Hargeville                   | 424                              | 7,08          | 60               | Bonnières-sur-Seine Guerville                                                  | Mantes-la-Jolie                                  | Grand Paris Seine et Oise      |
| 78305      | 78580          | Herbeville                   | 232                              | 6,40          | 36               | Aubergenville                                                                  | Saint-Germain-en-Laye Mantes-la-Jolie            | Gally Mauldre                  |
| 78307      | 78125          | Hermeray                     | 958                              | 18,07         | 53               | Rambouillet                                                                    | Rambouillet                                      | Rambouillet Territoires        |
| 78310      | 78550          | Houdan                       | 3716                             | 10,39         | 358              | Bonnières-sur-Seine Houdan                                                     | Mantes-la-Jolie                                  | Pays Houdanais                 |
| 78311      | 78800          | Houilles                     | 33.617                           | 4,43          | 7588             | Houilles                                                                       | Saint-Germain-en-Laye                            | Saint-Germain Boucles de Seine |
| 78314      | 78440          | Issou                        | 3858                             | 4,80          | 804              | Limay                                                                          | Mantes-la-Jolie                                  | Grand Paris Seine et Oise      |
| 78317      | 78440          | Jambville                    | 777                              | 4,81          | 162              | Limay                                                                          | Mantes-la-Jolie                                  | Grand Paris Seine et Oise      |
| 78321      | 78760          | Jouars-Pontchartrain         | 5965                             | 9,65          | 618              | Aubergenville Montfort-l’Amaury                                                | Rambouillet                                      | Cœur d’Yvelines                |
| 78322      | 78350          | Jouy-en-Josas                | 7985                             | 10,14         | 787              | Versailles-2 Versailles-Sud                                                    | Versailles                                       | Versailles Grand Parc          |
| 78324      | 78200          | Jouy-Mauvoisin               | 564                              | 2,82          | 200              | Bonnières-sur-Seine                                                            | Mantes-la-Jolie                                  | Grand Paris Seine et Oise      |
| 78325      | 78580          | Jumeauville                  | 624                              | 7,77          | 80               | Bonnières-sur-Seine Guerville                                                  | Mantes-la-Jolie                                  | Grand Paris Seine et Oise      |
| 78327      | 78820          | Juziers                      | 4040                             | 9,88          | 409              | Limay                                                                          | Mantes-la-Jolie                                  | Grand Paris Seine et Oise      |
| 78224      | 78620          | L’Étang-la-Ville             | 4915                             | 5,38          | 914              | Saint-Germain-en-Laye Saint-Nom-la-Bretèche                                    | Saint-Germain-en-Laye                            | Saint-Germain Boucles de Seine |
| 78077      | 78125          | La Boissière-École           | 748                              | 25,06         | 30               | Rambouillet                                                                    | Rambouillet                                      | Rambouillet Territoires        |
| 78125      | 78720          | La Celle-les-Bordes          | 832                              | 22,60         | 37               | Rambouillet Saint-Arnoult-en-Yvelines                                          | Rambouillet                                      | Rambouillet Territoires        |
| 78126      | 78170          | La Celle-Saint-Cloud         | 20.440                           | 5,82          | 3512             | Le Chesnay-Rocquencourt La Celle-Saint-Cloud                                   | Versailles Saint-Germain-en-Laye                 | Versailles Grand Parc          |
| 78230      | 78410          | La Falaise                   | 616                              | 3,00          | 205              | Limay Guerville                                                                | Mantes-la-Jolie                                  | Grand Paris Seine et Oise      |
| 78302      | 78113          | La Hauteville                | 165                              | 4,86          | 34               | Bonnières-sur-Seine Houdan                                                     | Mantes-la-Jolie                                  | Pays Houdanais                 |
| 78513      | 78940          | La Queue-les-Yvelines        | 2505                             | 5,77          | 434              | Aubergenville Montfort-l’Amaury                                                | Rambouillet                                      | Cœur d’Yvelines                |
| 78644      | 78320          | La Verrière                  | 6142                             | 1,77          | 3470             | Trappes Maurepas                                                               | Rambouillet                                      | Saint-Quentin-en-Yvelines      |
| 78668      | 78270          | La Villeneuve-en-Chevrie     | 662                              | 11,79         | 56               | Bonnières-sur-Seine                                                            | Mantes-la-Jolie                                  | Portes de l’Île-de-France      |
| 78329      | 78440          | Lainville-en-Vexin           | 807                              | 7,67          | 105              | Limay                                                                          | Mantes-la-Jolie                                  | Grand Paris Seine et Oise      |
| 78158      | 78150          | Le Chesnay-Rocquencourt      | 31.064                           | 7,02          | 4425             | Le Chesnay-Rocquencourt                                                        | Versailles                                       | Versailles Grand Parc          |
| 78396      | 78600          | Le Mesnil-le-Roi             | 6340                             | 3,25          | 1951             | Sartrouville Maisons-Laffitte                                                  | Saint-Germain-en-Laye                            | Saint-Germain Boucles de Seine |
| 78397      | 78320          | Le Mesnil-Saint-Denis        | 7103                             | 8,95          | 794              | Maurepas Chevreuse                                                             | Rambouillet                                      | Haute Vallée de Chevreuse      |
| 78481      | 78230          | Le Pecq                      | 15.858                           | 2,84          | 5584             | Saint-Germain-en-Laye Le Pecq                                                  | Saint-Germain-en-Laye                            | Saint-Germain Boucles de Seine |
| 78486      | 78610          | Le Perray-en-Yvelines        | 6515                             | 13,47         | 484              | Rambouillet                                                                    | Rambouillet                                      | Rambouillet Territoires        |
| 78502      | 78560          | Le Port-Marly                | 5583                             | 1,44          | 3877             | Chatou Marly-le-Roi                                                            | Saint-Germain-en-Laye                            | Saint-Germain Boucles de Seine |
| 78606      | 78113          | Le Tartre-Gaudran            | 37                               | 4,28          | 9                | Bonnières-sur-Seine Houdan                                                     | Mantes-la-Jolie                                  | Pays Houdanais                 |
| 78608      | 78980          | Le Tertre-Saint-Denis        | 129                              | 2,91          | 44               | Bonnières-sur-Seine                                                            | Mantes-la-Jolie                                  | Grand Paris Seine et Oise      |
| 78623      | 78490          | Le Tremblay-sur-Mauldre      | 956                              | 6,03          | 159              | Aubergenville Montfort-l’Amaury                                                | Rambouillet                                      | Cœur d’Yvelines                |
| 78650      | 78110          | Le Vésinet                   | 15.712                           | 5,00          | 3142             | Chatou Le Vésinet                                                              | Saint-Germain-en-Laye                            | Saint-Germain Boucles de Seine |
| 78010      | 78580          | Les Alluets-le-Roi           | 1332                             | 7,39          | 180              | Verneuil-sur-Seine Poissy-Sud                                                  | Saint-Germain-en-Laye                            | Grand Paris Seine et Oise      |
| 78108      | 78610          | Les Bréviaires               | 1326                             | 19,55         | 68               | Rambouillet                                                                    | Rambouillet                                      | Rambouillet Territoires        |
| 78165      | 78340          | Les Clayes-sous-Bois         | 16.940                           | 6,11          | 2773             | Plaisir                                                                        | Versailles                                       | Saint-Quentin-en-Yvelines      |
| 78220      | 78690          | Les Essarts-le-Roi           | 6772                             | 19,32         | 351              | Rambouillet                                                                    | Rambouillet                                      | Rambouillet Territoires        |
| 78343      | 78350          | Les Loges-en-Josas           | 1655                             | 2,48          | 667              | Versailles-2 Versailles-Sud                                                    | Versailles                                       | Versailles Grand Parc          |
| 78398      | 78490          | Les Mesnuls                  | 893                              | 6,49          | 138              | Aubergenville Montfort-l’Amaury                                                | Rambouillet                                      | Cœur d’Yvelines                |
| 78440      | 78130          | Les Mureaux                  | 34.151                           | 11,99         | 2848             | Les Mureaux Meulan-en-Yvelines                                                 | Mantes-la-Jolie                                  | Grand Paris Seine et Oise      |
| 78334      | 78320          | Lévis-Saint-Nom              | 1610                             | 8,25          | 195              | Maurepas Chevreuse                                                             | Rambouillet                                      | Haute Vallée de Chevreuse      |
| 78335      | 78520          | Limay                        | 17.584                           | 11,48         | 1532             | Limay                                                                          | Mantes-la-Jolie                                  | Grand Paris Seine et Oise      |
| 78337      | 78270          | Limetz-Villez                | 2067                             | 9,35          | 221              | Bonnières-sur-Seine                                                            | Mantes-la-Jolie                                  | Portes de l’Île-de-France      |
| 78344      | 78270          | Lommoye                      | 643                              | 9,38          | 69               | Bonnières-sur-Seine                                                            | Mantes-la-Jolie                                  | Portes de l’Île-de-France      |
| 78346      | 78980          | Longnes                      | 1582                             | 13,76         | 115              | Bonnières-sur-Seine Houdan                                                     | Mantes-la-Jolie                                  | Pays Houdanais                 |
| 78349      | 78730          | Longvilliers                 | 498                              | 13,91         | 36               | Rambouillet Saint-Arnoult-en-Yvelines                                          | Rambouillet                                      | Rambouillet Territoires        |
| 78350      | 78430          | Louveciennes                 | 7744                             | 5,37          | 1442             | Le Chesnay-Rocquencourt Marly-le-Roi                                           | Saint-Germain-en-Laye                            | Saint-Germain Boucles de Seine |
| 78354      | 78200          | Magnanville                  | 6389                             | 4,26          | 1500             | Mantes-la-Jolie Mantes-la-Ville                                                | Mantes-la-Jolie                                  | Grand Paris Seine et Oise      |
| 78356      | 78114          | Magny-les-Hameaux            | 9353                             | 16,64         | 562              | Maurepas Chevreuse                                                             | Rambouillet                                      | Saint-Quentin-en-Yvelines      |
| 78358      | 78600          | Maisons-Laffitte             | 22.855                           | 6,75          | 3386             | Sartrouville Maisons-Laffitte                                                  | Saint-Germain-en-Laye                            | Saint-Germain Boucles de Seine |
| 78361      | 78200          | Mantes-la-Jolie              | 44.246                           | 9,38          | 4717             | Mantes-la-Jolie                                                                | Mantes-la-Jolie                                  | Grand Paris Seine et Oise      |
| 78362      | 78711          | Mantes-la-Ville              | 21.874                           | 6,06          | 3610             | Mantes-la-Jolie Mantes-la-Ville                                                | Mantes-la-Jolie                                  | Grand Paris Seine et Oise      |
| 78364      | 78770          | Marcq                        | 790                              | 4,72          | 167              | Aubergenville Montfort-l’Amaury                                                | Rambouillet                                      | Cœur d’Yvelines                |
| 78366      | 78490          | Mareil-le-Guyon              | 413                              | 4,00          | 103              | Aubergenville Montfort-l’Amaury                                                | Rambouillet                                      | Cœur d’Yvelines                |
| 78367      | 78750          | Mareil-Marly                 | 3984                             | 1,77          | 2251             | Saint-Germain-en-Laye Le Pecq                                                  | Saint-Germain-en-Laye                            | Saint-Germain Boucles de Seine |
| 78368      | 78124          | Mareil-sur-Mauldre           | 1743                             | 4,33          | 403              | Aubergenville                                                                  | Saint-Germain-en-Laye Mantes-la-Jolie            | Gally Mauldre                  |
| 78372      | 78160          | Marly-le-Roi                 | 16.619                           | 6,54          | 2541             | Chatou Marly-le-Roi                                                            | Saint-Germain-en-Laye                            | Saint-Germain Boucles de Seine |
| 78380      | 78580          | Maule                        | 6100                             | 17,30         | 353              | Aubergenville                                                                  | Saint-Germain-en-Laye Mantes-la-Jolie            | Gally Mauldre                  |
| 78381      | 78550          | Maulette                     | 1054                             | 7,89          | 134              | Bonnières-sur-Seine Houdan                                                     | Mantes-la-Jolie                                  | Pays Houdanais                 |
| 78382      | 78780          | Maurecourt                   | 4399                             | 3,65          | 1205             | Conflans-Sainte-Honorine Andrésy                                               | Saint-Germain-en-Laye                            | Cergy-Pontoise                 |
| 78383      | 78310          | Maurepas                     | 19.960                           | 8,32          | 2399             | Maurepas                                                                       | Rambouillet                                      | Saint-Quentin-en-Yvelines      |
| 78384      | 78670          | Médan                        | 1305                             | 2,85          | 458              | Verneuil-sur-Seine Poissy-Nord                                                 | Saint-Germain-en-Laye                            | Grand Paris Seine et Oise      |
| 78385      | 78200          | Ménerville                   | 218                              | 3,51          | 62               | Bonnières-sur-Seine                                                            | Mantes-la-Jolie                                  | Portes de l’Île-de-France      |
| 78389      | 78490          | Méré                         | 1695                             | 10,31         | 164              | Aubergenville Montfort-l’Amaury                                                | Rambouillet                                      | Cœur d’Yvelines                |
| 78391      | 78270          | Méricourt                    | 378                              | 2,15          | 176              | Bonnières-sur-Seine                                                            | Mantes-la-Jolie                                  | Grand Paris Seine et Oise      |
| 78401      | 78250          | Meulan-en-Yvelines           | 8996                             | 3,46          | 2600             | Les Mureaux Meulan-en-Yvelines                                                 | Mantes-la-Jolie                                  | Grand Paris Seine et Oise      |
| 78402      | 78970          | Mézières-sur-Seine           | 3874                             | 10,42         | 372              | Limay Guerville                                                                | Mantes-la-Jolie                                  | Grand Paris Seine et Oise      |
| 78403      | 78250          | Mézy-sur-Seine               | 2261                             | 4,76          | 475              | Les Mureaux Meulan-en-Yvelines                                                 | Mantes-la-Jolie                                  | Grand Paris Seine et Oise      |
| 78404      | 78940          | Millemont                    | 278                              | 5,78          | 48               | Aubergenville Montfort-l’Amaury                                                | Rambouillet                                      | Cœur d’Yvelines                |
| 78406      | 78470          | Milon-la-Chapelle            | 292                              | 3,06          | 95               | Maurepas Chevreuse                                                             | Rambouillet                                      | Haute Vallée de Chevreuse      |
| 78407      | 78125          | Mittainville                 | 650                              | 10,51         | 62               | Rambouillet                                                                    | Rambouillet                                      | Rambouillet Territoires        |
| 78410      | 78840          | Moisson                      | 913                              | 9,70          | 94               | Bonnières-sur-Seine                                                            | Mantes-la-Jolie                                  | Portes de l’Île-de-France      |
| 78413      | 78980          | Mondreville                  | 390                              | 4,40          | 89               | Bonnières-sur-Seine Houdan                                                     | Mantes-la-Jolie                                  | Pays Houdanais                 |
| 78415      | 78124          | Montainville                 | 560                              | 4,79          | 117              | Aubergenville                                                                  | Saint-Germain-en-Laye Mantes-la-Jolie            | Gally Mauldre                  |
| 78416      | 78440          | Montalet-le-Bois             | 321                              | 3,01          | 107              | Limay                                                                          | Mantes-la-Jolie                                  | Grand Paris Seine et Oise      |
| 78417      | 78790          | Montchauvet                  | 285                              | 7,98          | 36               | Bonnières-sur-Seine Houdan                                                     | Mantes-la-Jolie                                  | Pays Houdanais                 |
| 78418      | 78360          | Montesson                    | 14.606                           | 7,36          | 1985             | Houilles Le Vésinet                                                            | Saint-Germain-en-Laye                            | Saint-Germain Boucles de Seine |
| 78420      | 78490          | Montfort-l’Amaury            | 2790                             | 5,71          | 489              | Aubergenville Montfort-l’Amaury                                                | Rambouillet                                      | Cœur d’Yvelines                |
| 78423      | 78180          | Montigny-le-Bretonneux       | 32.150                           | 11,65         | 2760             | Montigny-le-Bretonneux                                                         | Versailles                                       | Saint-Quentin-en-Yvelines      |
| 78431      | 78630          | Morainvilliers               | 3102                             | 7,24          | 428              | Verneuil-sur-Seine Poissy-Sud                                                  | Saint-Germain-en-Laye                            | Grand Paris Seine et Oise      |
| 78437      | 78270          | Mousseaux-sur-Seine          | 680                              | 7,20          | 94               | Bonnières-sur-Seine                                                            | Mantes-la-Jolie                                  | Grand Paris Seine et Oise      |
| 78439      | 78790          | Mulcent                      | 117                              | 3,54          | 33               | Bonnières-sur-Seine Houdan                                                     | Mantes-la-Jolie                                  | Pays Houdanais                 |
| 78442      | 78640          | Neauphle-le-Château          | 3295                             | 2,15          | 1533             | Aubergenville Montfort-l’Amaury                                                | Rambouillet                                      | Cœur d’Yvelines                |
| 78443      | 78640          | Neauphle-le-Vieux            | 924                              | 7,52          | 123              | Aubergenville Montfort-l’Amaury                                                | Rambouillet                                      | Cœur d’Yvelines                |
| 78444      | 78980          | Neauphlette                  | 872                              | 9,72          | 90               | Bonnières-sur-Seine                                                            | Mantes-la-Jolie                                  | Portes de l’Île-de-France      |
| 78451      | 78410          | Nézel                        | 1111                             | 1,31          | 848              | Aubergenville                                                                  | Mantes-la-Jolie                                  | Grand Paris Seine et Oise      |
| 78455      | 78590          | Noisy-le-Roi                 | 7597                             | 5,43          | 1399             | Verneuil-sur-Seine Saint-Nom-la-Bretèche                                       | Versailles Saint-Germain-en-Laye                 | Versailles Grand Parc          |
| 78320      | 78270          | Notre-Dame-de-la-Mer         | 734                              | 8,92          | 82               | Bonnières-sur-Seine                                                            | Mantes-la-Jolie                                  | Portes de l’Île-de-France      |
| 78460      | 78250          | Oinville-sur-Montcient       | 1113                             | 3,87          | 288              | Limay                                                                          | Mantes-la-Jolie                                  | Grand Paris Seine et Oise      |
| 78464      | 78125          | Orcemont                     | 983                              | 10,49         | 94               | Rambouillet                                                                    | Rambouillet                                      | Rambouillet Territoires        |
| 78465      | 78910          | Orgerus                      | 2484                             | 14,34         | 173              | Bonnières-sur-Seine Houdan                                                     | Mantes-la-Jolie                                  | Pays Houdanais                 |
| 78466      | 78630          | Orgeval                      | 7092                             | 15,33         | 463              | Verneuil-sur-Seine Poissy-Sud                                                  | Saint-Germain-en-Laye                            | Grand Paris Seine et Oise      |
| 78470      | 78125          | Orphin                       | 879                              | 16,50         | 53               | Rambouillet                                                                    | Rambouillet                                      | Rambouillet Territoires        |
| 78472      | 78660          | Orsonville                   | 325                              | 9,61          | 34               | Rambouillet Saint-Arnoult-en-Yvelines                                          | Rambouillet                                      | Rambouillet Territoires        |
| 78474      | 78910          | Orvilliers                   | 935                              | 5,94          | 157              | Bonnières-sur-Seine Houdan                                                     | Mantes-la-Jolie                                  | Pays Houdanais                 |
| 78475      | 78910          | Osmoy                        | 407                              | 2,59          | 157              | Bonnières-sur-Seine Houdan                                                     | Mantes-la-Jolie                                  | Pays Houdanais                 |
| 78478      | 78660          | Paray-Douaville              | 216                              | 10,28         | 21               | Rambouillet Saint-Arnoult-en-Yvelines                                          | Rambouillet                                      | Rambouillet Territoires        |
| 78484      | 78200          | Perdreauville                | 669                              | 11,18         | 60               | Bonnières-sur-Seine                                                            | Mantes-la-Jolie                                  | Grand Paris Seine et Oise      |
| 78490      | 78370          | Plaisir                      | 31.971                           | 18,68         | 1712             | Plaisir                                                                        | Versailles                                       | Saint-Quentin-en-Yvelines      |
| 78497      | 78125          | Poigny-la-Forêt              | 930                              | 23,27         | 40               | Rambouillet                                                                    | Rambouillet                                      | Rambouillet Territoires        |
| 78498      | 78300          | Poissy                       | 40.792                           | 13,28         | 3072             | Poissy Poissy-Nord Poissy-Sud                                                  | Saint-Germain-en-Laye                            | Grand Paris Seine et Oise      |
| 78499      | 78730          | Ponthévrard                  | 700                              | 2,57          | 272              | Rambouillet Saint-Arnoult-en-Yvelines                                          | Rambouillet                                      | Rambouillet Territoires        |
| 78501      | 78440          | Porcheville                  | 3167                             | 4,62          | 685              | Limay                                                                          | Mantes-la-Jolie                                  | Grand Paris Seine et Oise      |
| 78506      | 78660          | Prunay-en-Yvelines           | 820                              | 26,95         | 30               | Rambouillet Saint-Arnoult-en-Yvelines                                          | Rambouillet                                      | Rambouillet Territoires        |
| 78505      | 78910          | Prunay-le-Temple             | 410                              | 6,77          | 61               | Bonnières-sur-Seine Houdan                                                     | Mantes-la-Jolie                                  | Pays Houdanais                 |
| 78516      | 78125          | Raizeux                      | 990                              | 10,25         | 97               | Rambouillet                                                                    | Rambouillet                                      | Rambouillet Territoires        |
| 78517      | 78120          | Rambouillet                  | 27.145                           | 35,19         | 771              | Rambouillet                                                                    | Rambouillet                                      | Rambouillet Territoires        |
| 78518      | 78590          | Rennemoulin                  | 107                              | 2,22          | 48               | Saint-Cyr-l’École Saint-Nom-la-Bretèche                                        | Versailles Saint-Germain-en-Laye                 | Versailles Grand Parc          |
| 78520      | 78550          | Richebourg                   | 1571                             | 10,55         | 149              | Bonnières-sur-Seine Houdan                                                     | Mantes-la-Jolie                                  | Pays Houdanais                 |
| 78522      | 78730          | Rochefort-en-Yvelines        | 897                              | 12,59         | 71               | Rambouillet Saint-Arnoult-en-Yvelines                                          | Rambouillet                                      | Rambouillet Territoires        |
| 78528      | 78270          | Rolleboise                   | 351                              | 2,96          | 119              | Bonnières-sur-Seine                                                            | Mantes-la-Jolie                                  | Grand Paris Seine et Oise      |
| 78530      | 78790          | Rosay                        | 386                              | 4,54          | 85               | Bonnières-sur-Seine Guerville                                                  | Mantes-la-Jolie                                  | Pays Houdanais                 |
| 78531      | 78710          | Rosny-sur-Seine              | 7041                             | 19,36         | 364              | Mantes-la-Jolie Mantes-la-Ville                                                | Mantes-la-Jolie                                  | Grand Paris Seine et Oise      |
| 78536      | 78440          | Sailly                       | 335                              | 5,45          | 61               | Limay                                                                          | Mantes-la-Jolie                                  | Grand Paris Seine et Oise      |
| 78537      | 78730          | Saint-Arnoult-en-Yvelines    | 5854                             | 12,55         | 466              | Rambouillet Saint-Arnoult-en-Yvelines                                          | Rambouillet                                      | Rambouillet Territoires        |
| 78545      | 78210          | Saint-Cyr-l’École            | 20.451                           | 5,01          | 4082             | Saint-Cyr-l’École                                                              | Versailles                                       | Versailles Grand Parc          |
| 78569      | 78730          | Sainte-Mesme                 | 910                              | 8,16          | 112              | Rambouillet Saint-Arnoult-en-Yvelines                                          | Rambouillet                                      | Rambouillet Territoires        |
| 78548      | 78720          | Saint-Forget                 | 445                              | 6,00          | 74               | Maurepas Chevreuse                                                             | Rambouillet                                      | Haute Vallée de Chevreuse      |
| 78550      | 78640          | Saint-Germain-de-la-Grange   | 1842                             | 5,23          | 352              | Aubergenville Montfort-l’Amaury                                                | Rambouillet                                      | Cœur d’Yvelines                |
| 78551      | 78100, 78112   | Saint-Germain-en-Laye        | 45.286                           | 51,94         | 872              | Saint-Germain-en-Laye                                                          | Saint-Germain-en-Laye                            | Saint-Germain Boucles de Seine |
| 78557      | 78120          | Saint-Hilarion               | 988                              | 14,00         | 71               | Rambouillet                                                                    | Rambouillet                                      | Rambouillet Territoires        |
| 78558      | 78980          | Saint-Illiers-la-Ville       | 356                              | 6,48          | 55               | Bonnières-sur-Seine                                                            | Mantes-la-Jolie                                  | Portes de l’Île-de-France      |
| 78559      | 78980          | Saint-Illiers-le-Bois        | 448                              | 4,39          | 102              | Bonnières-sur-Seine                                                            | Mantes-la-Jolie                                  | Portes de l’Île-de-France      |
| 78561      | 78470          | Saint-Lambert                | 448                              | 6,61          | 68               | Maurepas Chevreuse                                                             | Rambouillet                                      | Haute Vallée de Chevreuse      |
| 78562      | 78610          | Saint-Léger-en-Yvelines      | 1462                             | 34,52         | 42               | Rambouillet                                                                    | Rambouillet                                      | Rambouillet Territoires        |
| 78564      | 78660          | Saint-Martin-de-Bréthencourt | 688                              | 16,67         | 41               | Rambouillet Saint-Arnoult-en-Yvelines                                          | Rambouillet                                      | Rambouillet Territoires        |
| 78565      | 78790          | Saint-Martin-des-Champs      | 304                              | 6,21          | 49               | Bonnières-sur-Seine Houdan                                                     | Mantes-la-Jolie                                  | Pays Houdanais                 |
| 78567      | 78520          | Saint-Martin-la-Garenne      | 947                              | 15,75         | 60               | Limay                                                                          | Mantes-la-Jolie                                  | Grand Paris Seine et Oise      |
| 78571      | 78860          | Saint-Nom-la-Bretèche        | 4877                             | 11,74         | 415              | Verneuil-sur-Seine Saint-Nom-la-Bretèche                                       | Saint-Germain-en-Laye                            | Gally Mauldre                  |
| 78576      | 78690          | Saint-Rémy-l’Honoré          | 1689                             | 10,15         | 166              | Aubergenville Montfort-l’Amaury                                                | Rambouillet                                      | Cœur d’Yvelines                |
| 78575      | 78470          | Saint-Rémy-lès-Chevreuse     | 7747                             | 9,65          | 803              | Maurepas Chevreuse                                                             | Rambouillet                                      | Haute Vallée de Chevreuse      |
| 78586      | 78500          | Sartrouville                 | 51.570                           | 8,46          | 6096             | Sartrouville                                                                   | Saint-Germain-en-Laye                            | Saint-Germain Boucles de Seine |
| 78588      | 78650          | Saulx-Marchais               | 956                              | 2,13          | 449              | Aubergenville Montfort-l’Amaury                                                | Rambouillet                                      | Cœur d’Yvelines                |
| 78590      | 78720          | Senlisse                     | 509                              | 7,90          | 64               | Maurepas Chevreuse                                                             | Rambouillet                                      | Haute Vallée de Chevreuse      |
| 78591      | 78790          | Septeuil                     | 2234                             | 9,40          | 238              | Bonnières-sur-Seine Houdan                                                     | Mantes-la-Jolie                                  | Pays Houdanais                 |
| 78597      | 78200          | Soindres                     | 731                              | 5,19          | 141              | Bonnières-sur-Seine Guerville                                                  | Mantes-la-Jolie                                  | Grand Paris Seine et Oise      |
| 78601      | 78120          | Sonchamp                     | 1664                             | 46,49         | 36               | Rambouillet Saint-Arnoult-en-Yvelines                                          | Rambouillet                                      | Rambouillet Territoires        |
| 78605      | 78910          | Tacoignières                 | 1194                             | 3,17          | 377              | Bonnières-sur-Seine Houdan                                                     | Mantes-la-Jolie                                  | Pays Houdanais                 |
| 78609      | 78250          | Tessancourt-sur-Aubette      | 971                              | 4,36          | 223              | Les Mureaux Meulan-en-Yvelines                                                 | Mantes-la-Jolie                                  | Grand Paris Seine et Oise      |
| 78615      | 78850          | Thiverval-Grignon            | 1102                             | 11,17         | 99               | Plaisir                                                                        | Rambouillet Versailles                           | Cœur d’Yvelines                |
| 78616      | 78770          | Thoiry                       | 1432                             | 7,09          | 202              | Aubergenville Montfort-l’Amaury                                                | Rambouillet                                      | Cœur d’Yvelines                |
| 78618      | 78790          | Tilly                        | 529                              | 7,80          | 68               | Bonnières-sur-Seine Houdan                                                     | Mantes-la-Jolie                                  | Pays Houdanais                 |
| 78620      | 78117          | Toussus-le-Noble             | 1176                             | 4,02          | 293              | Maurepas Versailles-Sud                                                        | Versailles                                       | Versailles Grand Parc          |
| 78621      | 78190          | Trappes                      | 34.276                           | 13,47         | 2545             | Trappes                                                                        | Versailles                                       | Saint-Quentin-en-Yvelines      |
| 78624      | 78510          | Triel-sur-Seine              | 12.386                           | 13,58         | 912              | Verneuil-sur-Seine Triel-sur-Seine                                             | Saint-Germain-en-Laye                            | Grand Paris Seine et Oise      |
| 78638      | 78740          | Vaux-sur-Seine               | 5143                             | 8,45          | 609              | Les Mureaux Meulan-en-Yvelines                                                 | Mantes-la-Jolie                                  | Grand Paris Seine et Oise      |
| 78640      | 78140          | Vélizy-Villacoublay          | 22.481                           | 8,93          | 2517             | Versailles-2 Vélizy-Villacoublay                                               | Versailles                                       | Versailles Grand Parc          |
| 78642      | 78480          | Verneuil-sur-Seine           | 16.112                           | 9,43          | 1709             | Verneuil-sur-Seine Triel-sur-Seine                                             | Saint-Germain-en-Laye                            | Grand Paris Seine et Oise      |
| 78643      | 78540          | Vernouillet                  | 9953                             | 6,48          | 1536             | Verneuil-sur-Seine Triel-sur-Seine                                             | Saint-Germain-en-Laye                            | Grand Paris Seine et Oise      |
| 78646      | 78000          | Versailles                   | 83.918                           | 26,18         | 3205             | Versailles-1 Versailles-2 Versailles-Nord Versailles-Nord-Ouest Versailles-Sud | Versailles                                       | Versailles Grand Parc          |
| 78647      | 78930          | Vert                         | 852                              | 3,67          | 232              | Bonnières-sur-Seine Guerville                                                  | Mantes-la-Jolie                                  | Grand Paris Seine et Oise      |
| 78653      | 78490          | Vicq                         | 391                              | 4,43          | 88               | Aubergenville Montfort-l’Amaury                                                | Rambouillet                                      | Cœur d’Yvelines                |
| 78655      | 78125          | Vieille-Église-en-Yvelines   | 618                              | 9,60          | 64               | Rambouillet                                                                    | Rambouillet                                      | Rambouillet Territoires        |
| 78672      | 78670          | Villennes-sur-Seine          | 5792                             | 5,08          | 1140             | Verneuil-sur-Seine Poissy-Nord                                                 | Saint-Germain-en-Laye                            | Grand Paris Seine et Oise      |
| 78674      | 78450          | Villepreux                   | 11.568                           | 10,40         | 1112             | Saint-Cyr-l’École Saint-Nom-la-Bretèche                                        | Versailles Saint-Germain-en-Laye                 | Saint-Quentin-en-Yvelines      |
| 78677      | 78930          | Villette                     | 537                              | 4,63          | 116              | Bonnières-sur-Seine Guerville                                                  | Mantes-la-Jolie                                  | Pays Houdanais                 |
| 78681      | 78770          | Villiers-le-Mahieu           | 872                              | 6,77          | 129              | Aubergenville Montfort-l’Amaury                                                | Rambouillet                                      | Cœur d’Yvelines                |
| 78683      | 78640          | Villiers-Saint-Frédéric      | 3231                             | 5,06          | 639              | Aubergenville Montfort-l’Amaury                                                | Rambouillet                                      | Cœur d’Yvelines                |
| 78686      | 78220          | Viroflay                     | 16.943                           | 3,49          | 4855             | Versailles-2 Viroflay                                                          | Versailles                                       | Versailles Grand Parc          |
| 78688      | 78960          | Voisins-le-Bretonneux        | 10.740                           | 2,38          | 4513             | Maurepas Chevreuse                                                             | Rambouillet                                      | Saint-Quentin-en-Yvelines      |

## Veränderungen im Gemeindebestand seit der landesweiten Neuordnung der Kantone

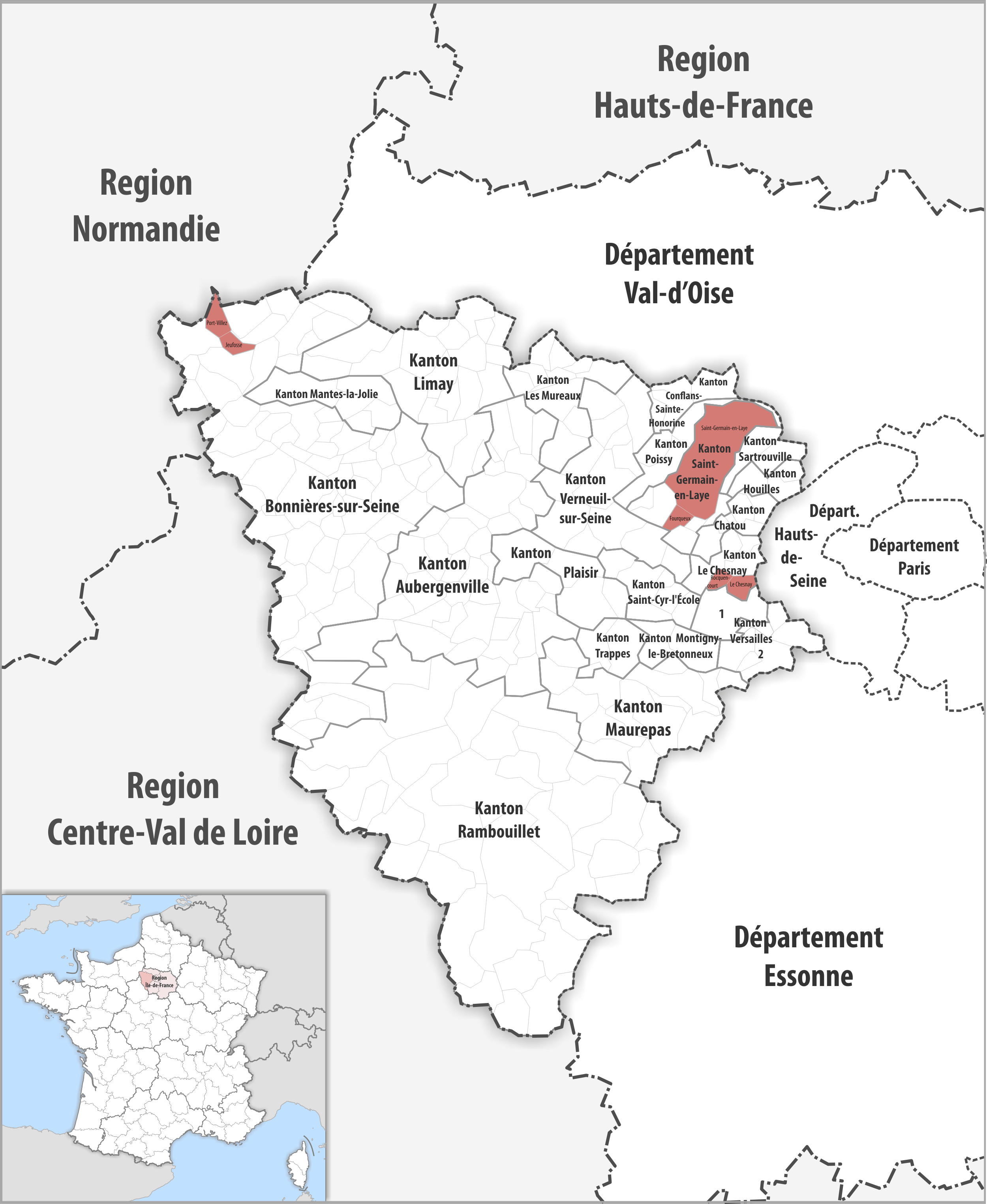
Gemeinden bis 2018

2019:
- Fusion Saint-Germain-en-Laye und Fourqueux → Saint-Germain-en-Laye
- Fusion Jeufosse und Port-Villez → Notre-Dame-de-la-Mer
- Fusion Le Chesnay und Rocquencourt → Le Chesnay-Rocquencourt